# Campionat d'Espanya de trial 2008
La temporada de 2008 del Campionat d'Espanya de trial fou la 41a edició d'aquest campionat, organitzat per la Reial Federació Motociclista Espanyola. El calendari oficial constava de 7 proves puntuables, celebrades entre el 24 de febrer i el 9 de novembre. 3 de les proves programades es disputaren als Països Catalans: Fraga (13 d'abril), Morella (13 de juliol) i La Nucia (9 de novembre).

## Classificació final
Font:
| Posició | Pilot             | Motocicleta | Punts |
| ------- | ----------------- | ----------- | ----- |
| 1       | Adam Raga         | Gas Gas     | 131   |
| 2       | Toni Bou          | Montesa     | 123   |
| 3       | Albert Cabestany  | Sherco      | 103   |
| 4       | Jeroni Fajardo    | Beta        | 86    |
| 5       | Marc Freixa       | Gas Gas     | 79    |
| 6       | Dani Oliveras     | Sherco      | 67    |
| 7       | Alfredo Gómez     | Montesa     | 61    |
| 8       | Ivan Peydró       | Gas Gas     | 48    |
| 9       | David Millán      | Sherco      | 47    |
| 10      | Takahisa Fujinami | Montesa     | 30    |

## Categories inferiors
| Categoria     | Guanyador            | Motocicleta |
| ------------- | -------------------- | ----------- |
| TR2           | Miguel Angel Jiménez | Gas Gas     |
| TR3           | Héctor Gairín        | Sherco      |
| Júnior        | Carles Traviesa      | Gas Gas     |
| Cadets        | Pol Tarrés           | Gas Gas     |
| Juvenil 125cc | Jorge Casales        | Gas Gas     |
| Juvenil 80cc  | Jaime Busto          | Gas Gas     |

1. ↑  Jorge Casales fou també Campió Juvenil Absolut